# Ávito de Vienne
Ávito (em latim: Alcimus Ecdicius Avitus ou Avitus Viennensis) foi um poeta latino e um arcebispo de Vienne, na Gália romana. Ele nasceu numa proeminente família senatorial galo-romana e era parente do imperador romano Ávito.

## Vida e obras
Seu pai era Hesíquio, bispo de Vienne, onde as honras episcopais eram informalmente passadas de forma hereditária.
Ávito nasceu provavelmente em Vienne, pois ele foi batizado pelo bispo Mamerto. Em tempos difíceis para a fé católica e para a cultura romana ao sul da Gália, Ávito lutou com perseverança e conseguiu ajudar a extinguir o arianismo entre os burgúndios. Ele conseguiu ganhar a confiança do rei Gundebaldo e converteu seu filho, o rei Sigismundo (516-529).
A fama literária de Ávito se deve principalmente às muitas cartas suas que chegaram até nós (edições recentes contam 96) e um poema longo, De spiritualis historiae gestis, em hexâmetro clássico, em cinco livros e tratando dos temas bíblicos do pecado original, a expulsão do paraíso, o dilúvio e a travessia do Mar Vermelho. Os primeiros três livros têm uma certa unidade dramática, contando as preliminares de um grande desastre, a catástrofe em si e suas consequências. O quarto e o quinto lidam com o dilúvio e a travessia do Mar Vermelho como símbolos para o batismo. Ávito trata com familiaridade os eventos escriturais e representa bem sua beleza, sequência e significado. Ele é um dos últimos mestres da arte da retórica como era ensinada nas escolas da Gália nos séculos IV e V. Sua dicção poética, embora repleta de arcaísmos e redundâncias rítmicas, é pura e selecionada, observando corretamente as leis da métrica poética. A Enciclopédia Católica afirma que "Milton se utilizou de sua paráfrase das Escrituras em sua obra Paraíso Perdido". Ávito também escreveu um poema para sua irmã Fuscina, uma freira, elogiando a virgindade.
As cartas de Ávito são de considerável importância para a história eclesiástica e política dos anos entre 499 e 518, como fontes primárias do início da história política, eclesiástica e social dos merovíngios. Entre elas está uma famosa carta para Clóvis por conta de seu batismo. Ávito trata o rei merovíngio não como se ele fosse um pagão convertido, mas como um simpatizante recente do arianismo, possivelmente mesmo um catecúmeno. As cartas documentam a relação próxima entre o bispo católico de Vienne e o rei ariano dos burgúndios, o grande Gundebaldo, e com seu filho, o católico convertido Sigismundo.
Havia antigamente uma coleção de suas homilias e sermões, mas eles todos se perderam, com exceção de dois, e de alguns fragmentos e trechos citados de outros.
A obra chamada Diálogos com o rei Gundebaldo, escrita para defender a fé católica contra os arianos e que alega representar o famoso Colóquio de Lyon em 449 já atribuída à Ávito. Julien Havet demonstrou em 1885, porém, que trata-se de uma falsificação do oratoriano Jérome Viguier, que também falsificou uma carta supostamente do papa Símaco para Ávito.[carece de fontes?]